# Dialog s vesmírem (EP)
Dialog s vesmírem je druhé EP brněnské rockové skupiny Progres 2. Album vyšlo v roce 1980 (viz 1980 v hudbě) a doplňuje LP, tzv. „průřez rockovou operou“, Dialog s vesmírem, které bylo vydáno tentýž rok.
V roce 1978 měl premiéru audiovizuální projekt Dialog s vesmírem skupiny Progres 2, která s ním následující dva roky koncertovala po celém Československu. Studiová verze Dialogu s vesmírem, vydaná v roce 1980, nemohla obsáhnout celou, tuto přes hodinu a půl dlouhou rockovou operu, proto LP bylo označeno za její „průřez“. Vydavatelství Panton kromě LP vydalo i singl „Píseň o jablku“ a EP Dialog s vesmírem, na nichž se nacházejí některé další skladby z projektu, jež nebyly vydány na velké gramofonové desce.
Na EP Dialog s vesmírem se nachází celkem tři skladby ze samotného závěru rockové opery. První stranu zabírá píseň „Rozhovor s centrálním mozkem“ a krátká intrumentálka „Honička“. Na druhé straně se nachází skladba „Výkřik v Proxima Centauri“, což je úplně poslední píseň Dialogu s vesmírem.
EP bylo v roce 1980 vydáno na sedmipalcové vinylové desce. Všechny tři skladby jsou dostupné i na CD, neboť vyšly jako bonusy na reedici Dialogu s vesmírem v roce 1999.

## Seznam skladeb
1. „Rozhovor s centrálním mozkem“ (Kluka, Váně/Man) – 4:50
2. „Honička“ (Horký, Pelc, Morávek) – 1:57
3. „Výkřik v Proxima Centauri“ (Pelc, Kluka/Man) – 6:08

## Obsazení
- Progres 2
  - Pavel Váně – elektrická kytara, zpěv
  - Miloš Morávek – elektrická kytara, vokály
  - Pavel Pelc – baskytara, syntezátor, vokály
  - Karel Horký – syntezátory
  - Zdeněk Kluka – bicí, zpěv (1)